# Jonas Nilsson
Jonas Lars Nilsson (ur. 7 marca 1963 w Hedemora) – szwedzki narciarz alpejski, mistrz świata.

## Kariera
Pierwsze punkty w zawodach w zawodach Pucharu Świata zdobył 2 grudnia 1983 roku w Kranjskiej Gorze, zajmując szóste miejsce w slalomie. Na podium zawodów tego cyklu pierwszy raz stanął równo rok później, 2 grudnia 1984 roku w Sestriere, gdzie rywalizację w tej konkurencji zakończył na drugiej pozycji. W zawodach tych rozdzielił Luksemburczyka Marca Girardellego i Włocha Paolo De Chiesę. Łącznie 14 razy stawał na podium pucharowych, odnosząc przy tym dwa zwycięstwa: 17 grudnia 1985 roku w Madonna di Campiglio i 6 stycznia 1990 roku w Kranjskiej Gorze triumfował w slalomach. Najlepsze wyniki osiągnął w sezonie 1985/1986, kiedy to zajął 21. miejsce w klasyfikacji generalnej i piąte w klasyfikacji slalomu.
W 1985 roku wystąpił na mistrzostwach świata w Bormio, gdzie zwyciężył w slalomie, pokonując Marca Girardellego i Austriaka Roberta Zollera. Był to jego jedyny medal wywalczony na międzynarodowej imprezie tej rangi. Był też między innymi piąty w tej konkurencji podczas mistrzostw świata w Vail cztery lata później. W 1984 roku wystartował na igrzyskach olimpijskich w Sarajewie, gdzie był czwarty w slalomie. Walkę o podium przegrał tam z Francuzem Didierem Bouvetem o 0,05 sekundy. Podczas rozgrywanych cztery lata później igrzysk w Calgary zajął szóste miejsce w slalomie i 21. w gigancie. Brał też udział w igrzyskach olimpijskich w Albertville w 1992 roku, gdzie slalom ukończył na ósmej pozycji.
W 1992 roku zakończył karierę.

## Osiągnięcia

### Igrzyska olimpijskie
| Miejsce | Dzień     | Rok  | Miejscowość | Konkurencja | Czas biegu | Strata | Zwycięzca            |
| ------- | --------- | ---- | ----------- | ----------- | ---------- | ------ | -------------------- |
| 4.      | 19 lutego | 1984 | Sarajewo    | Slalom      | 1:39,41    | +0,84  | Phil Mahre           |
| 21.     | 25 lutego | 1988 | Calgary     | Gigant      | 2:06,37    | +5,61  | Alberto Tomba        |
| 6.      | 27 lutego | 1988 | Calgary     | Slalom      | 1:39.47    | +0,76  | Alberto Tomba        |
| 8.      | 22 lutego | 1992 | Albertville | Slalom      | 1:44,39    | +2,18  | Finn Christian Jagge |

### Mistrzostwa świata
| Miejsce | Dzień       | Rok  | Miejscowość   | Konkurencja | Czas biegu | Strata | Zwycięzca         |
| ------- | ----------- | ---- | ------------- | ----------- | ---------- | ------ | ----------------- |
| 1.      | 10 lutego   | 1985 | Bormio        | Slalom      | 1:38,82    | –      | –                 |
| DNF     | 4 lutego    | 1987 | Crans-Montana | Gigant      | 2:32,38    | –      | Pirmin Zurbriggen |
| DNF     | 8 lutego    | 1987 | Crans-Montana | Slalom      | 1:54,63    | –      | Frank Wörndl      |
| DNF     | 8 lutego    | 1989 | Vail          | Supergigant | 1:38,81    | -      | Martin Hangl      |
| 5.      | 12 lutego   | 1989 | Vail          | Slalom      | 2:02,85    | +1,02  | Rudolf Nierlich   |
| DNF2    | 22 stycznia | 1991 | Saalbach      | Slalom      | 1:55,38    | -      | Marc Girardelli   |
| 18.     | 3 lutego    | 1991 | Saalbach      | Gigant      | 2:29,94    | +4,41  | Rudolf Nierlich   |

### Puchar Świata

#### Miejsca w klasyfikacji generalnej
- sezon 1983/1984: 43.
- sezon 1984/1985: 25.
- sezon 1985/1986: 21.
- sezon 1986/1987: 37.
- sezon 1987/1988: 27.
- sezon 1988/1989: 22.
- sezon 1989/1990: 21.
- sezon 1990/1991: 43.
- sezon 1991/1992: 58.

#### Miejsca na podium w zawodach
1. Sestriere – 2 grudnia 1984 (slalom) – 2. miejsce
2. La Mongie – 6 stycznia 1985 (slalom) – 2. miejsce
3. Kranjska Gora – 16 lutego 1985 (slalom) – 3. miejsce
4. Madonna di Campiglio – 17 grudnia 1985 (slalom) – 1. miejsce
5. Kranjska Gora – 21 grudnia 1985 (slalom) – 2. miejsce
6. St. Anton – 25 stycznia 1986 (slalom) – 3. miejsce
7. Åre – 23 lutego 1986 (slalom) – 3. miejsce
8. Sestriere – 29 listopada 1986 (slalom) – 2. miejsce
9. Sestriere – 27 listopada 1987 (slalom) – 2. miejsce
10. Lienz – 12 stycznia 1988 (slalom) – 3. miejsce
11. Sestriere – 6 grudnia 1988 (slalom) – 2. miejsce
12. Furano – 5 marca 1989 (slalom) – 3. miejsce
13. Kranjska Gora – 6 stycznia 1990 (slalom) – 1. miejsce
14. Geilo – 8 marca 1990 (slalom) – 3. miejsce